# برونو سنيل
برونو سنيل (بالألمانية: Bruno Snell )‏ (و. 1896 – 1986 م) هو لغوي، ومؤلف، وعالم لغوي كلاسيكي، وأستاذ جامعي، ومدرس ثانوي، وباحث في تاريخ العصور الكلاسيكية ألماني، ولد في هيلدسهايم، وكان عضوًا في أكاديمية لينسيان (منذ 2 أبريل 1973)، والأكاديمية البريطانية، والأكاديمية الملكية الدنماركية للعلوم والآداب، والأكاديمية البافارية للعلوم والعلوم الإنسانية، وأكاديمية العلوم في غوتينغن، والأكاديمية النمساوية للعلوم، والأكاديمية الألمانية للعلوم في برلين، توفي في هامبورغ، عن عمر يناهز 90 عاماً.

## التعليم
تعلم في جامعة أوكسفورد، وجامعة إدنبرة، وجامعة غوتينغن.

## جوائز
حصل على جوائز منها:
- جائزة هيغل [الإنجليزية]‏ (1970)
- جائزة سيغموند فرويد (1969)
- وسام الاستحقاق للفنون والعلوم
- زمالة الأكاديمية البريطانية.

## روابط خارجية
- برونو سنيل على موقع مونزينجر (الألمانية)